# سباستيان كاردوزو
سباستيان كاردوزو (بالإسبانية: Sebastián Cardozo)‏ هو لاعب كرة قدم أوروغواياني، ولد في 9 سبتمبر 1995 في مونتفيدو في الأوروغواي. لعب مع نادي راسينغ مونتيفيديو.

## وصلات خارجية
- سباستيان كاردوزو على موقع قاعدة بيانات كرة القدم.إي يو (الإنجليزية)
- سباستيان كاردوزو على موقع Soccerway.com (الإنجليزية)